# Jennifer Kessy
Jennifer Anne Kessy (San Clemente, 31 de julho de 1977) é uma jogadora de voleibol de praia estadunidense.
Kessy participou dos Jogos Olímpicos de 2012, em Londres, onde conseguiu chegar junto com sua parceira April Ross, surpreendentemente a final, após derrotarem as favoritas, a dupla brasileira: Juliana e Larrisa por 2 sets a 1. fazendo o uma inédita final americana no volei, junto com sua parceira.